# Dança dos Homens
A "Dança dos Homens" (Dança das Genébres ou da Farrombana) é uma dança considerada a reminiscência de um primitivo rito de passagem e é dançada somente nas festas de Maio, da Nossa Senhora do Alto dos Céus - na Lousa.
É dançada por um grupo de 9 elementos, 6 homens e três rapazinhos. Um dos homens toca a genebres e outros cinco tocam bandurras, a viola beiroa.
O trage difere entre os homens. Os seis homens mais velhos vestem calças e casaco branco, na cabeça levam a 'capela'
espécie de capacete revestido de flores de papel e fitas. Os rapazinhos mais novos vestem roupas brancas de mulher, usam cordões e brincos de ouro ficam no centro da dança a tocar trinchos. São chamados as "madamas".
O homem que toca as genebres, volta e meia acomete contra as "madamas" e a assistência.
"A dança consiste numa série de marcações cerimoniosas, lentas, reguladas por sinais tocados na genebres."